# الاتحاد الديمقراطي الشعبي
الاتحاد الديمقراطي الشعبي (بالإسبانية: Unidad Democrática Popular)، هي جبهة سياسية في بيرو تأسست عام 1977 من قبل الطليعة الثورية والحزب الشيوعي الثوري وحركة اليسار الثوري. خاض الاتحاد انتخابات 1978 و1980. في الانتخابات البلدية 1980 و1983، شارك الاتحاد في قوائم اليسار المتحد.